# بک آ یون
بک آ یون (انگلیسی: Baek A-yeon؛ زادهٔ ۱۱ مارس ۱۹۹۳) خواننده، نوازنده پیانو، و مدل (شخص) اهل کره جنوبی است.